# Jesús M. Aguirre
Jesús M. Aguirre (Ures, 1866 – Almagres, 1929) è stato un generale e politico messicano.
Nato nel Sonora, si unì nel 1913 alle truppe dell'allora colonnello Plutarco Elías Calles dell'esercito costituzionalista per combattere contro Victoriano Huerta durante la rivoluzione messicana. In seguito prese parte alle campagne contro José María Maytorena. Nel 1920 aderì al Piano di Agua Prieta.
Dopo la Rivoluzione fu membro della Camera dei deputati per la XXXI legislatura. Promosso generale di divisione, ebbe il comando di numerose zone di guerra nello stato di Veracruz. Nel 1929 prese parte alla ribellione escobarista e per questo fu arrestato, processato e fucilato dalle truppe del generale Miguel M. Acosta Guajardo.